# Alexander Schnütgen

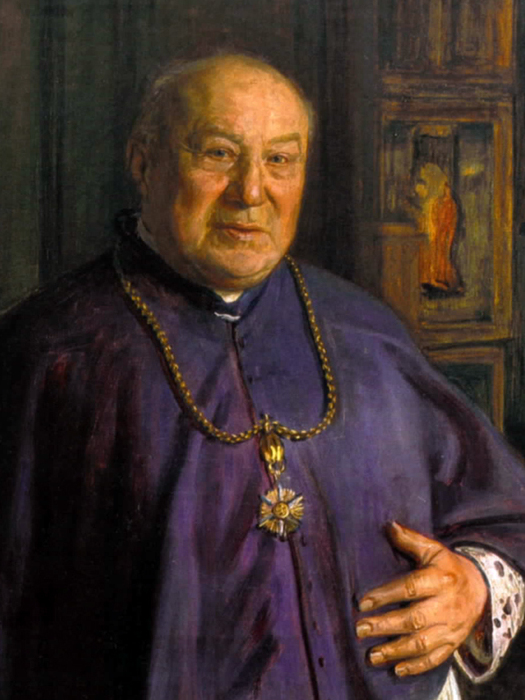
Alexander Schnütgen, 1910, Gemälde von Leopold von Kalckreuth (Ausschnitt)

Johann Wilhelm Alexander Schnütgen (* 22. Februar 1843 in Steele/Ruhr; † 24. November 1918 in Listernohl) war  ein deutscher katholischer Theologe, Priester und bedeutender Kunstsammler.

## Leben

### Herkunft und Ausbildung
Alexander Schnütgen wird als ältestes von sieben Kindern 1843 in Steele (heute Essen-Steele) geboren, wo seine Eltern, der Kaufmann Franz Napoleon Alexander Schnütgen und seine Ehefrau Josephine geb. Vonessen, wohnen. Nach dem Abitur auf dem Königlichen Gymnasium am Burgplatz zu Essen nahm er 1860 das Studium der Katholischen Theologie auf, das ihn an die Akademie zu Münster, an die Universität Tübingen und an die Universität Löwen sowie an die Priesterseminare von Mainz und Köln führte. 

### Theologe und Priester
Am 7. April 1866 empfing er in der Kölner Minoritenkirche die Priesterweihe und wurde eine Woche später zum Domvikar und Pfarrkaplan am Kölner Dom ernannt. Am 18. April 1887 ernannte ihn die Preußische Regierung zum Domherren in Köln. 1903 wurde er Honorarprofessor der Katholisch-Theologischen Fakultät an der Universität Bonn.
Er ließ im heutigen Gebiet der Stadt Attendorn zahlreiche Kirchen errichten, unter anderem in Listernohl (1903), Lichtringhausen (1909/10), Listerscheid (1913) und Ennest (1915).

### Kunstsammler
Schnütgens Interesse an der Kunst erwachte, als der junge Domvikar auf einer Firmungsvisitation mit Weihbischof Johann Anton Friedrich Baudri in einer verstaubten Sakristei wertvolle, aber vernachlässigte Kunstwerke fand. Er untersuchte in der folgenden Zeit mit der Unterstützung von Weihbischof Baudri viele Kirchenspeicher und Sakristeien im ganzen Erzstift Köln. So rettete er sehr viele Kunstwerke vor dem Verfall. Vieles erwarb er aus dem Antiquitätenhandel oder gar an der Haustür. Alexander Schnütgens Sammlung entstand aus dem Bedürfnis, Kunstgegenstände über eine Zeit hinweg zu retten, in der sie als altmodisch oder wertlos galten. Sein Motto war „colligite fragmenta, ne pereant“ (Sammelt die übrig gebliebenen Stücke, damit sie nicht zugrunde gehen). Nachdem er seine ca. 6.500 Stücke umfassende Kunstsammlung zunächst dem Erzbistum Köln unter der Auflage schenken wollte, dass das Erzbistum einen eigenen Museumsbau für diese errichtete, dies aber von Kardinal Fischer abgelehnt wurde, vermachte er 1906 seine Kunstsammlung der Stadt Köln. Heute verwaltet das Museum Schnütgen mehr als 11.000 Werke.

### Lebensabend
Seinen 70. Geburtstag feierte Alexander Schnütgen 1913 in Weuste. Im November 1918 starb Schnütgen in Listernohl.

## Mitgliedschaften und Engagements
Seit 1875 gehörte Schnütgen dem Vorstand des Kölner Diözesanmuseums an.
Schnütgen gründete im April 1888 die Zeitschrift für christliche Kunst, deren Herausgeber und Redakteur er bis 1918 war.
1891–1896 und 1900–1906 war er Präsident des Christlichen Kunstvereins für das Erzbistum Köln. Für die Kunsthistorischen Ausstellung im Kunstpalast Düsseldorf im Jahre 1904 war Domkapitular Schnütgen stellvertretender Vorsitzender, den Vorsitz des Vorstands hatte Paul Clemen.

## Ehrungen
Am 26. Oktober 1910 wurde Schnütgen Ehrenbürger der Stadt Köln. Außerdem ist er Ehrenbürger der Stadt Attendorn. Die Universität Münster und die Katholische Universität Löwen zeichneten ihn wegen seiner Verdienste um die Kunstpflege mit der Würde eines Ehrendoktors aus.
Der Kunstgewerbeverein Köln und die Kunstakademie Düsseldorf ernannten ihn zum Ehrenmitglied. Zum gleichen Anlass wurde ihm der Rote Adlerorden 2. Klasse verliehen, außerdem ernannte ihn der Bischof von Paderborn zum Geistlichen Rat. Als Anfang 1916 Professor Schnütgen sein goldenes Priesterjubiläum feierte, ließ ihm Kaiser Wilhelm II. den Stern zum Königlichen Kronenorden 2. Klasse verleihen. Zum 75. Geburtstag verlieh ihm der Großherzog von Hessen und bei Rhein das Großkomturkreuz 2. Klasse mit der Krone des Ordens Stern von Brabant. Der Großherzog von Baden verlieh ihm das Kommandeurkreuz 1. Klasse des Zähringer Löwenordens mit Stern.

## Schriften (Auswahl)
- Kölner Erinnerungen. Köln, Bachem, 1919